# Rukiew wodna
Rukiew wodna (Nasturtium officinale W. T. Aiton) – gatunek rośliny należący do rodziny kapustowatych. Zasięg rodzimy obejmuje Europę i Azję, ale jako gatunek zawleczony szeroko rozprzestrzenił się na wszystkich kontynentach świata. Unika rejonów o klimacie kontynentalnym. W Polsce występuje rzadko, głównie w zachodniej części kraju. Brak go w północno-wschodniej i południowo-wschodniej części kraju. Dawniej był uprawiany.

## Morfologia
ŁodygaPokładająca się lub wzniesiona, kanciasta, rozgałęziona, wewnątrz zwykle pusta. Osiąga 2–10 mm grubości (rzadko nawet więcej) i 10–300 cm długości (przy czym dorasta do 40–90 cm wysokości). W węzłach starsze pędy zakorzeniają się. Pędy zachowują zieloną barwę przez cały sezon (nie nabiegają purpurowo jesienią).
LiścieNieparzysto pierzastozłożone, przeważnie 3–9(13)-listkowe, długości 5–15 cm (wczesne liście często zredukowane, składają się tylko z osadki i listka szczytowego). Listek szczytowy ogonkowy, łopatkowato-jajowaty, dużo większy od jajowatych listków bocznych, piłkowano-karbowany, lub klapowany. Pozostałe listki boczne są siedzące, eliptyczne lub lancetowate, mają faliste lub odlegle piłkowane brzegi i zwężającą się nasadę. U nasady rynienkowatych ogonków liści środkowych bywają wykształcone lancetowate uszka osiągające do 4 mm długości.
KwiatyDrobne, białe, typowe dla kapustowatych, zebrane w grona na szczycie łodyg, na ich podnoszących się końcach. Ich szypułki wydłużają się podczas owocowania, w efekcie część kwitnąca jest gęsta i spłaszczona od góry, a owocująca wydłużona i luźna. Płatki korony jajowatolancetowate, o długości 4–5 mm, białe z ciemniejszymi żyłkami i często fioletowo zabarwionym paznokciem. Działki kielicha krótsze od płatków. Wewnątrz kwiatu 1 słupek górny i 6 czterosilnych pręcików. Nitki pręcików są białawe, a pylniki są żółte.
OwocObła łuszczyna z wypukłymi klapami. Osiąga długość 10–18 mm i szerokość 2–2,5 mm i wyrasta na szypułce o długości 8–12 (16) mm. Okrągławoeliptyczne i wąsko oskrzydlone z jednej strony są ustawione dwurzędowo. Mają sieciowatą skulpturę na powierzchni; na każdej stronie ok. 25–50 pól.
Rośliny podobneRukiew drobnolistna osiągająca mniejsze rozmiary (łodygi o średnicy do 5 mm osiągają do 80 cm długości i wznoszą się do 40 cm) różni się cieńszymi (ok. 1–1,5 mm średnicy) i nieco dłuższymi łuszczynami (ok. 16–25 mm) osadzonymi na cienkich szypułkach. Nasiona w łuszczynie u tego gatunku ułożone są w jednym rzędzie. Na powierzchni łupiny nasiennej na jednej stronie znajduje się około 100 okienek/pól skulptury (tj. co najmniej dwa razy więcej niżeli u rukwi wodnej).
Roślina może być też mylona z rzeżuchą gorzką Cardamine amara, która ma jednak listki na brzegu orzęsione (rukiew ma brzegi listków nagie), łodygę pełną, dłuższe płatki (do 9 mm), pylniki fioletowe.

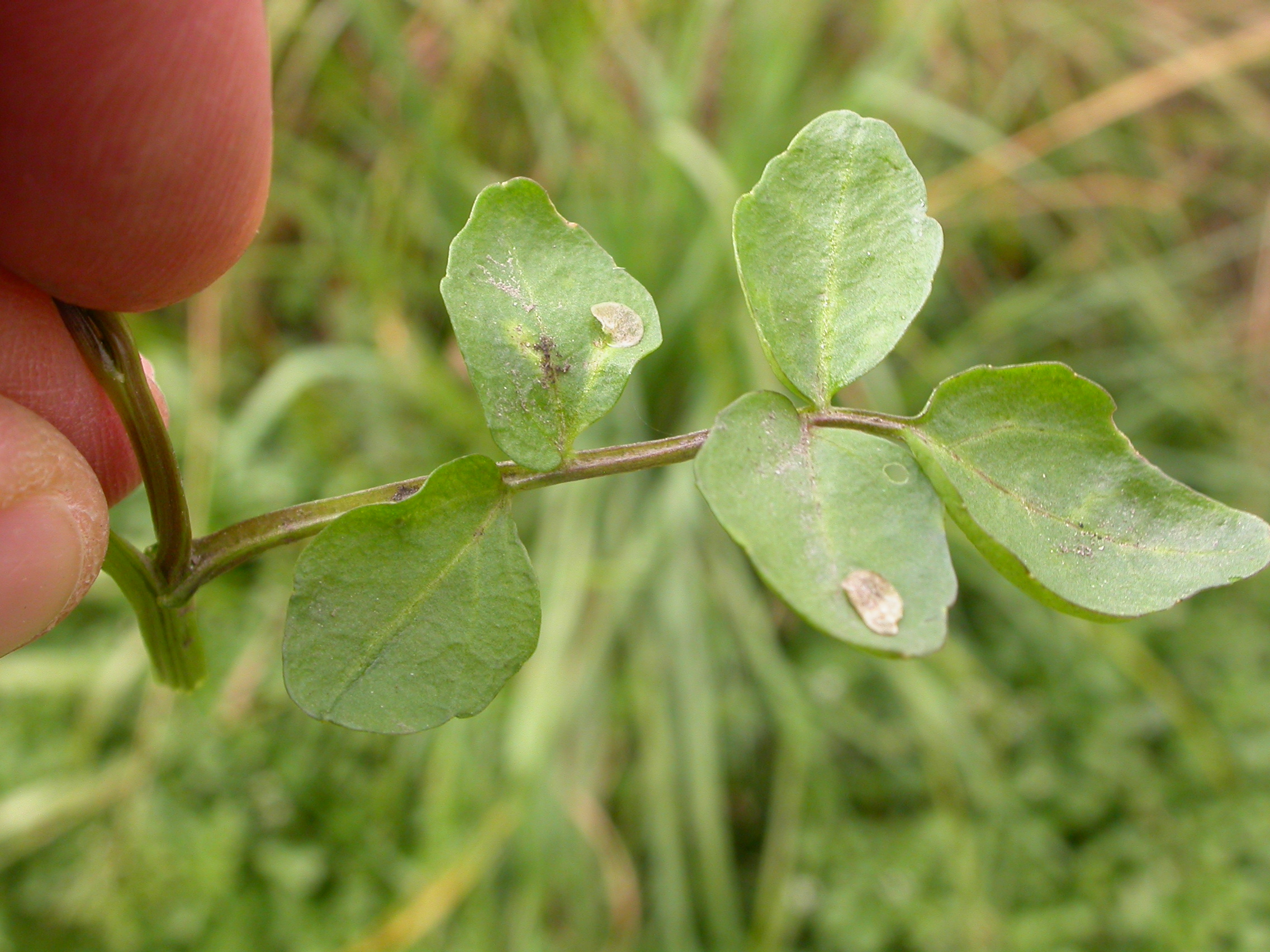
Liść
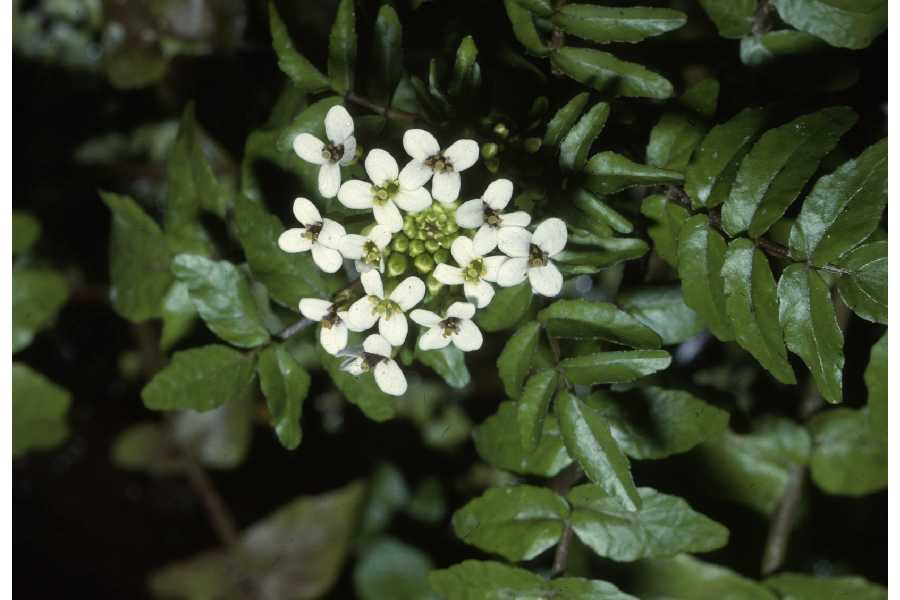
Kwiaty i liście
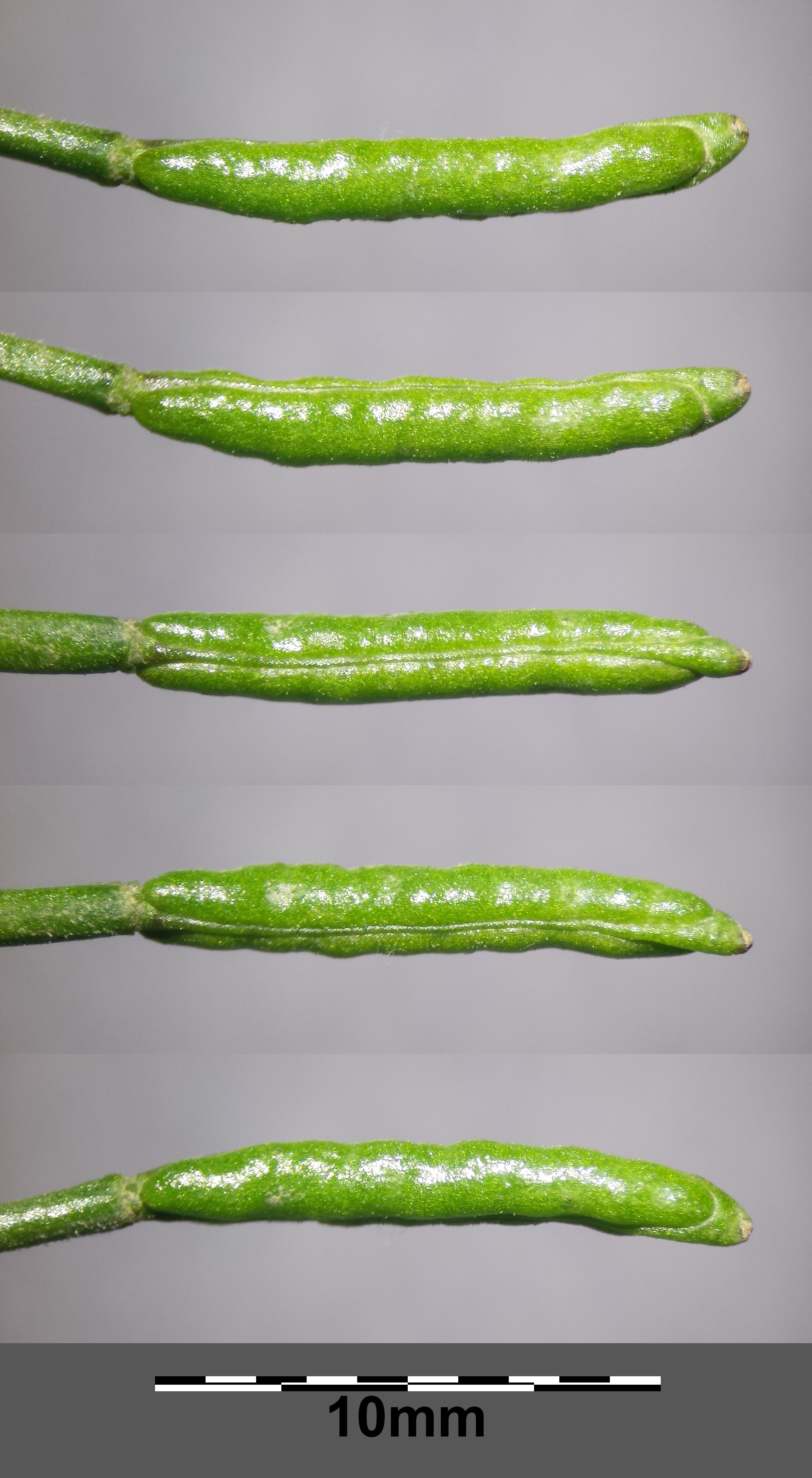
Łuszczyna
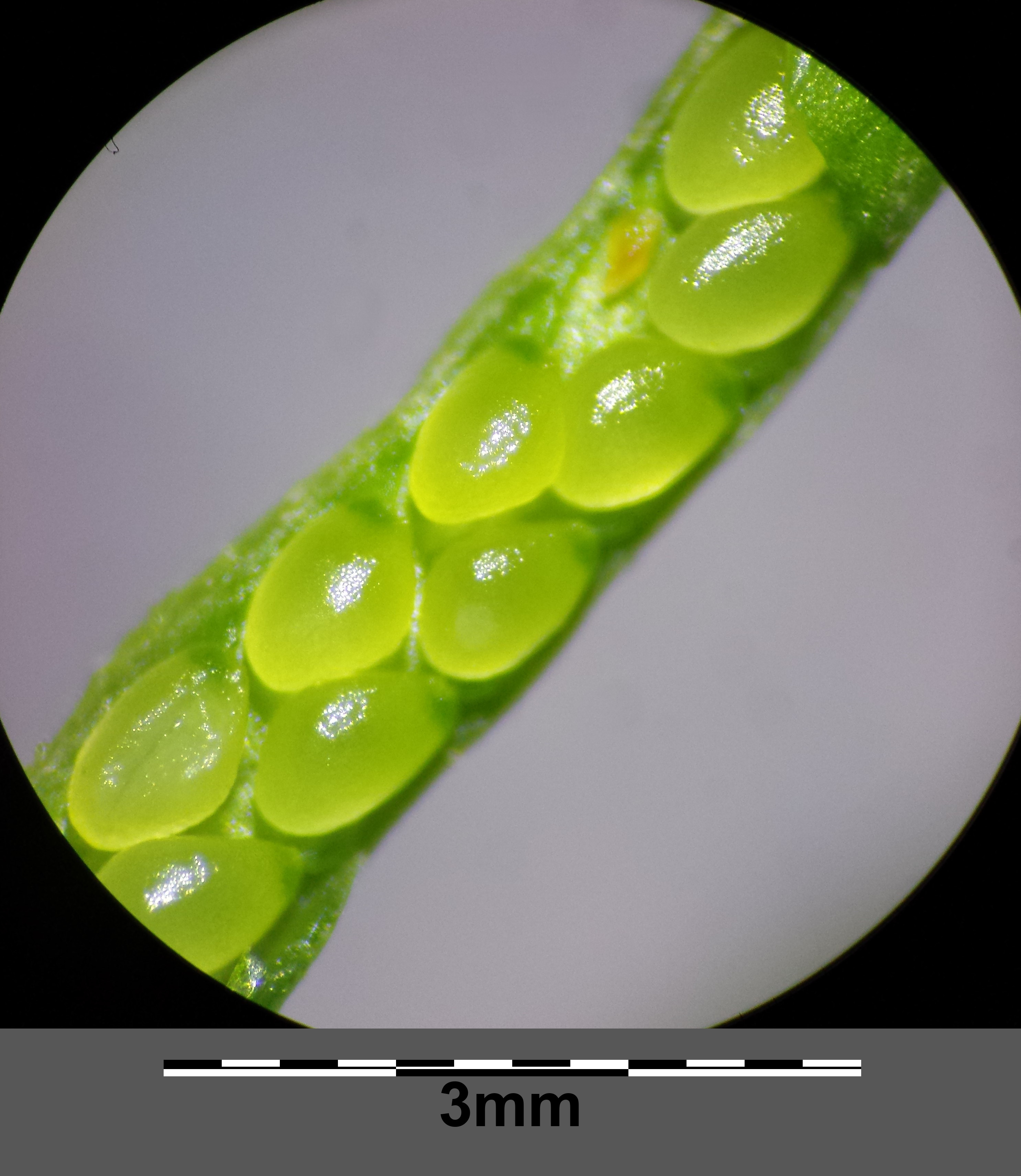
Dwurzędowe nasiona

## Biologia i ekologia

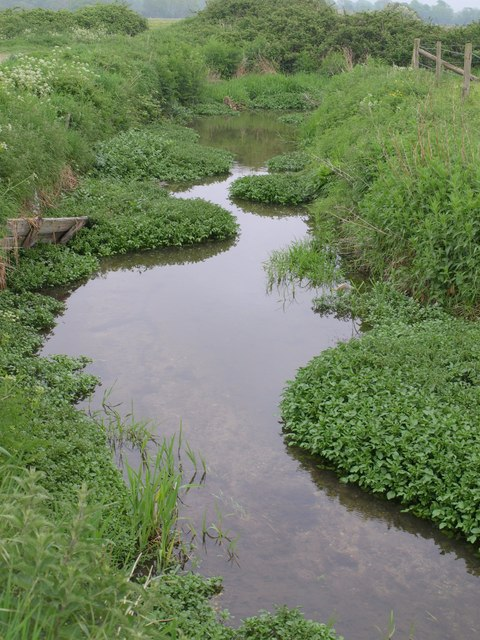
Stanowisko rukwi wodnej, Stinsford, Anglia

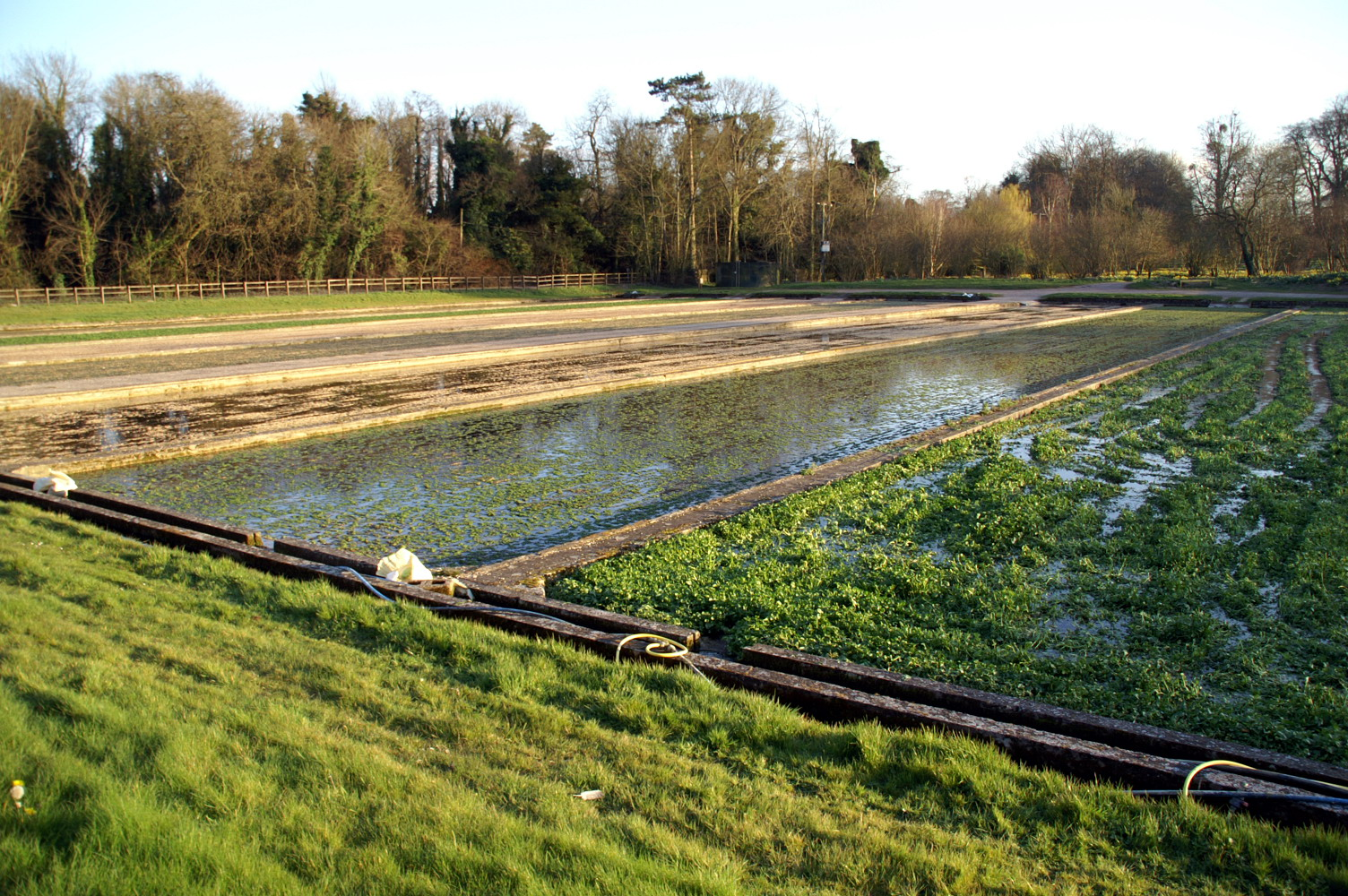
Uprawa rukwi wodnej w Warnford, Anglia

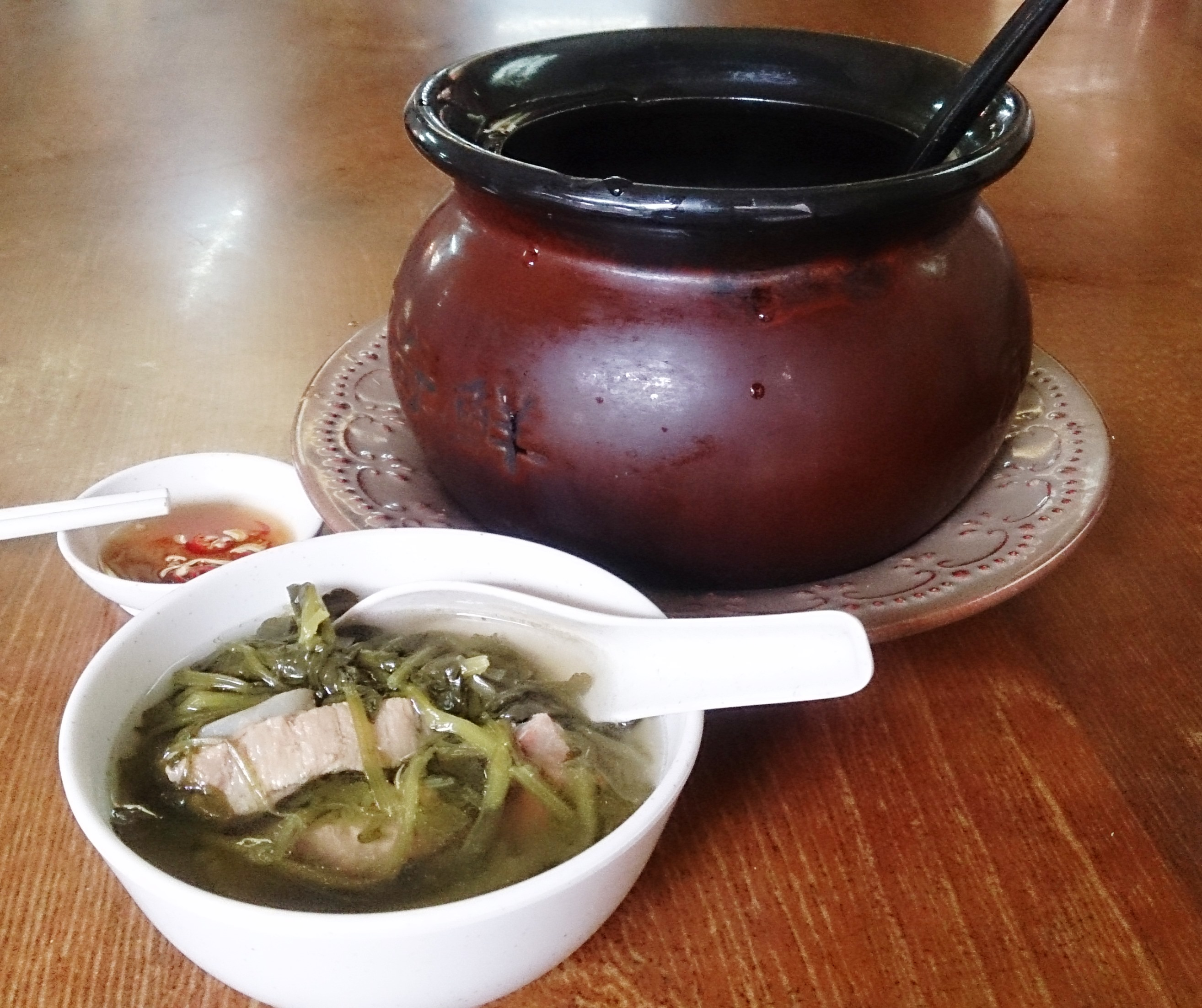
Zupa z rukwi wodnej

Bylina, hydrofit. Kwitnie w Europie Środkowej od czerwca do września, ale na obszarach o łagodniejszym klimacie od marca do października. Rukiew jest samopylna. Rozprzestrzenia się także wegetatywnie.
Siedliskiem są płytkie, wolno płynące wody (na głębokości od kilkunastu do kilkudziesięciu cm, z optimum między 10 a 20 cm), brzegi rzek, potoków, rowów, starorzeczy, źródliska oraz tereny okresowo zalewane lub mokre. Unika wód stojących, dobrze zaś znosi wody zasadowe. Preferuje podłoże gliniaste i żwirowe. Źle znosi silne zacienienie. Gatunek charakterystyczny dla Ass. Nasturtietum officinalis. 
Liczba chromosomów 2n= 32.

## Zmienność
Tworzy mieszańca z rukwią drobnolistną – Nasturtium sterile (Airy Shaw) Oefelein.

## Zagrożenia i ochrona
Od 2014 r. roślina podlega w Polsce ochronie częściowej. W latach 2004–2014 była objęta ścisłą ochroną gatunkową. Umieszczona na polskiej czerwonej liście w kategorii NT (bliski zagrożenia).

## Nazewnictwo
Takson w randze gatunku pod nazwą Nasturtium officinale opublikowany został w 1812 r. przez Williama Townsenda Aitona w drugiej edycji Hortus Kewensis, tom 4, strona 110.
- Inne nazwy zwyczajowe: rzeżucha wodna.
- Ma wiele synonimów nazwy łacińskiej[4]: Nasturtium nasturtium-aquaticum (L.) H. Karst., Radicula nasturtium Cav., Radicula nasturtium-aquaticum (L.) Rendle & Britten, Rorippa nasturtium Beck, Rorippa nasturtium-aquaticum (L.) Hayek, Sisymbrium nasturtium Thunb., Sisymbrium nasturtium-aquaticum L.

## Zastosowanie
Roślina jadalnaLiście i młode rośliny są jadalne, jest to jedna z najcenniejszych dla zdrowia roślin, o dużej gęstości odżywczej. Uprawiana jako warzywo, szczególnie popularne w Normandii. W czasach starożytnych spożywana w Rzymie. W średniowiecznej Anglii, Niemczech, Francji i Szwajcarii uprawiana w specjalnie w tym celu przygotowywanych basenach. Jedna z ulubionych potraw Napoleona. Wymieniono ją wśród składników przysmaków podanych w weselnym menu (miniaturowe tarty ze szparagami i rukwią wodną) z okazji zaślubin księcia Williama z Księżną Catherine w pałacu Buckingham (29 kwietnia 2011).
Roślina leczniczaZiele zawiera glikozyd (glukozynolan - glukonasturcynę), który nadaje roślinie ostrogorzki smak, jod i liczne witaminy. Jak inne glukozylany, glukonasturcyna ma działanie chemoprewencyjne. W 100 g ziela znajduje się 11 kcal i stosunkowo dużo witaminy K (250 µg), witaminy A (160 µg RAE), witaminy B2 (0,120 mg), witaminy B3 (0,200 mg), witaminy B6 (0,129 mg), witaminy C (43 mg), potasu (330 mg), wapnia (120 mg) i magnezu (21 mg).

## Obecność w symbolice
Rukiew wodna jest elementem herbów miejscowości i gmin francuskich: Vernon, Vayres-sur-Essonne i D’Huison-Longueville.

Herb Vernon
Herb Vayres-sur-Essonne
Herb D’Huison-Longueville